# Танака Томоюкі
Томою́кі Тана́ка (яп. 田中 友幸, Танака Томоюкі) (нар. 24 квітня 1910, Кашівара, Осака, Японія — пом. 2 квітня 1997, Токіо, Японія) — японський кінопродюсер і сценарист, найбільше відомий за створенням серії фільмів про Ґодзіллу.

## Біографія
Томоюкі Танака народився 26 квітня 1910 року в Кашіварі, префектура Осака в Японії. Незабаром після закінчення у 1940 році університету Кансай поступив на роботу в студію Toho. Через чотири роки почав самостійно продюсувати фільми, випустивши в 1945 році дебютну стрічку «Три жінки півночі». За 60-річну кар'єру в кінематографі він виступив продюсером понад 200 фільмів та написав кілька кіносценаріїв.
Найбільшу популярність Танаці принесла серія фільмів про Ґодзіллу, створена ним спільно зі сценаристом Сігеру Каямою, режисером Ісіро Хондою і фахівцем зі спецефектів Ейдзі Цубурая. Танака створив Ґодзіллу в 1954 році, щоб описати жах японців, викликаний ядерними бомбардуваннями Хіросіми і Нагасакі. У інтерв'ю 1985 року Танака так описав символізм Ґодзілли:
«У ті дні японці пережили справжній жах перед радіацією, і цей жах зробив Ґодзіллу таким величезним. Він із самого початку символізував помсту природи людству».
Класичний фільм 1954 року «Ґодзілла» став початком цілому сімейству сиквелів, які до 2004 року налічували 28 кінострічок. Танака продюсував усі фільми про монстрів на студії Toho. Він часто працював з іншими учасниками команди, що створила Ґодзіллу: Хондою, Цубурая і композитором Акірою Іфукубе, випустивши разом з ними такі фільми як «Містеріани» (1957) і «Напад людей-грибів» (1963).
Томоюкі Танака виступив продюсером шести фільмів, знятих видатним японським кінорежисером Акірою Куросавою. Їх спільний фільм «Тінь воїна» (1980) був номінований на премію «Оскар» за найкращий фільм іноземною мовою і здобув «Золоту пальмову гілку» на кінофестивалі в Каннах.
Танака помер 2 квітня 1997 року в Токіо у віці 86 років. Американський фільм «Ґодзілла» 1998 року присвячений пам'яті Томоюкі Танаки.
Томоюкі Танака був одружений з акторкою Тіеко Накакіта (1926—2005), мав трьох синів.

## Фільмографія
| Рік  | Назва українською                            | Назва на ро́мадзі                                   | Примітки                               |
| ---- | -------------------------------------------- | -------------------------------------------------- | -------------------------------------- |
| 1946 | Творці завтрашнього дня                      | Asu o tsukuru hitobito                             |                                        |
| 1947 | Історія четвертого кохання                   | Yottsu no koi no monogatari                        |                                        |
| 1947 | По той бік срібного хребта                   | Ginrei no hate                                     |                                        |
| 1949 | Дзякоман і Тецу                              | Jakoman to Tetsu                                   |                                        |
| 1950 | Втеча удосвіта                               | Akatsuki no dasso                                  |                                        |
| 1950 | Жорстокий світ                               | Ikari no machi                                     |                                        |
| 1951 | Туди, де любов і ненависть                   | Ai to nikushimi no kanata e                        |                                        |
| 1952 | Сирена в тумані                              | Muteki                                             |                                        |
| 1952 | Бродяги Сенгоку                              | Sengoku burai                                      |                                        |
| 1952 | Швидка течія                                 | Gekiryu                                            |                                        |
| 1952 | Чоловік, який прийшов у порт                 | Minato e kita otoko                                |                                        |
| 1953 | Дми, весняний вітерець                       | Fukeyo haru kaze                                   |                                        |
| 1953 | Обійми                                       | Hoyo                                               |                                        |
| 1953 | Юність Хейдзі Дзеніґата                      | Seishun Zenigata Heiji                             |                                        |
| 1954 | Прощавай, Рабаул                             | Saraba Rabauru                                     |                                        |
| 1954 | Шум прибою                                   | Shiosai                                            |                                        |
| 1954 | Ґодзілла                                     | Gojira                                             |                                        |
| 1955 | Ґодзілла знову нападає                       | Gojira no gyakushû                                 |                                        |
| 1955 | Жахлива снігова людина                       | Jû jin yuki otoko                                  |                                        |
| 1956 | Розрядник дзюдо                              | Kuro-obi sangokushi                                |                                        |
| 1956 | Ґодзілла, король монстрів!                   | Godzilla, King of the Monsters!                    | продюсер: японський матеріал           |
| 1956 | Бродяга                                      | Narazu-mono                                        |                                        |
| 1956 | Зачароване кохання Мадам Пай                 | Byaku fujin no yoren                               |                                        |
| 1956 | Радон                                        | Sora no daikaijû Radon                             |                                        |
| 1957 | Чоловік у тайфуні                            | Arashi no naka no otoko                            |                                        |
| 1957 | Повість про клан Ягю: Мистецтво ніндзя       | Yagyû bugeichô                                     |                                        |
| 1957 | Невгомонна                                   | Arakure                                            |                                        |
| 1957 | На дні                                       | Donzoko                                            | асоційований продюсер                  |
| 1957 | Містеріани                                   | Chikyû Bôeigun                                     |                                        |
| 1958 | Ніндзюцу. Секретні свити клану Ягю 2         | Yagyu bugeicho — Ninjitsu                          |                                        |
| 1958 | Життя Мухомацу                               | Muhomatsu no issho                                 |                                        |
| 1958 | Андзуко                                      | Anzukko                                            |                                        |
| 1958 | Воднева людина                               | Bijo to ekitai ningen                              |                                        |
| 1958 | Подорож щуреняти                             | Tabisugata nezumikozo                              |                                        |
| 1958 | Велетенський монстр Варан                    | Daikaijû Baran                                     |                                        |
| 1959 | Бос міста гангстерів                         | Ankokugai no kaoyaku                               |                                        |
| 1959 | Свист над селом Котан                        | Kotan no kuchibue                                  |                                        |
| 1959 | Цар мавп: Подорож на захід                   | Songokû                                            |                                        |
| 1959 | Самурайська сага                             | Aru kengo no shogai                                |                                        |
| 1959 | Форпост відчайдушних                         | Dokuritsu gurentai                                 |                                        |
| 1959 | Народження Японії                            | Nippon tanjô                                       |                                        |
| 1959 | Битва в космосі                              | Uchû daisensô                                      |                                        |
| 1960 | Остання перестрілка                          | Ankokugai no taiketsu                              |                                        |
| 1960 | Буря в тихому океані                         | Hawai Middowei daikaikûsen: Taiheiyô no arashi     |                                        |
| 1960 | Погані сплять спокійно                       | Warui yatsu hodo yoku nemuru                       |                                        |
| 1960 | Газова людина                                | Gasu ningen dai ichigo                             | виконавчий продюсер                    |
| 1961 | Повість про замок в Осаці                    | Ôsaka-jô monogatari                                |                                        |
| 1961 | Сліди від куль                               | Ankokugai no dankon                                |                                        |
| 1961 | Боси помирають удосвіта                      | Kaoyaku akatsukini shisu                           | виконавчий продюсер                    |
| 1961 | Охоронець                                    | Yôjinbô                                            | виконавчий продюсер                    |
| 1961 | Мотра                                        | Mosura                                             |                                        |
| 1961 | Остання війна                                | Sekai daisensô                                     |                                        |
| 1962 | Відважний Сандзюро                           | Tsubaki Sanjûrô                                    |                                        |
| 1962 | Ґорас                                        | Yôsei Gorasu                                       |                                        |
| 1962 | Тацу з Добуроку                              | Doburoku no Tatsu                                  |                                        |
| 1962 | Операція «Щур»                               | Dobunezumi sakusen                                 |                                        |
| 1962 | Кінг Конг проти Ґодзілли                     | Kingu Kongu tai Gojira                             |                                        |
| 1962 | 47 ронінів                                   | Chûshingura                                        |                                        |
| 1963 | Крила Тихого океану                          | Taiheiyo no tsubasa                                |                                        |
| 1963 | Рай та пекло                                 | Tengoku to jigoku                                  |                                        |
| 1963 | Війна кланів                                 | Sengoku yarô                                       |                                        |
| 1963 | Спадок п'ятисот тисяч                        | Gojuman-nin no isan                                |                                        |
| 1963 | Напад людей-грибів                           | Matango                                            |                                        |
| 1963 | Пірат-самурай                                | Dai tozoku                                         |                                        |
| 1963 | Атораґон: Літаюча суперсубмарина             | Kaitei gunkan                                      |                                        |
| 1964 | Вихор                                        | Shikonmado — Dai tatsumaki                         |                                        |
| 1964 | Мотра проти Ґодзілли                         | Mosura tai Gojira                                  |                                        |
| 1964 | Космічний монстр Доґора                      | Uchû daikaijû Dogora                               | виконавчий продюсер                    |
| 1964 | Ґідора, трьохголовий монстр                  | San daikaijû: Chikyû saidai no kessen              | виконавчий продюсер                    |
| 1965 | Самурай-вбивця                               | Samurai                                            |                                        |
| 1965 | Червона борода                               | Akahige                                            |                                        |
| 1965 | Геній дзюдо                                  | Sugata Sanshiro                                    |                                        |
| 1965 | Франкенштейн проти Барагона                  | Furankenshutain tai chitei kaijû Baragon           |                                        |
| 1965 | Кров і пісок                                 | Chi to suna                                        |                                        |
| 1965 | Ключ від усіх ключів                         | Kokusai himitsu keisatsu: Kagi no kagi             |                                        |
| 1965 | Ґодзілла проти Монстра Зеро                  | Kaijû daisensô                                     |                                        |
| 1966 | Дикий Ґоемон                                 | Abare Goemon                                       |                                        |
| 1966 | Пригоди в замку Кіґан                        | Kiganjô no bôken                                   | виконавчий продюсер                    |
| 1966 | Бурхливі десять тисяч миль                   | Doto ichiman kairi                                 |                                        |
| 1966 | Винищувачі «Зеро»: Велика повітряна битва    | Zero faita dai kûsen                               |                                        |
| 1966 | Чудовиська Франкенштейна: Санда против Ґайри | Furankenshutain no kaijû: Sanda tai Gaira          |                                        |
| 1966 | Що сталося, тигрова ліліє?                   | What's Up, Tiger Lily?                             | продюсер оригінальної японської версії |
| 1966 | Ґодзілла проти Морського монстра             | Gojira, Ebirâ, Mosura: Nankai no daiketto          | виконавчий продюсер                    |
| 1967 | Епоха вбивць і божевільних                   | Satsujin kyôjidai                                  |                                        |
| 1967 | Повсталий                                    | ôi-uchi: Hairyô tsuma shimatsu                     |                                        |
| 1967 | Втеча Кінг-Конга                             | Kingu Kongu no gyakushû                            |                                        |
| 1967 | Найдовший день Японії                        | Nihon no ichiban nagai hi                          |                                        |
| 1967 | Син Ґодзілли                                 | Kaijûtô no kessen: Gojira no musuko                |                                        |
| 1968 | Кубі                                         | Kubi                                               |                                        |
| 1968 | Убий!                                        | Kiru                                               |                                        |
| 1968 | Ґодзілла: Парад монстрів                     | Kaijû sôshingeki                                   |                                        |
| 1968 | Адмірал Ямамото                              | Rengô kantai shirei chôkan: Yamamoto Isoroku       | виконавчий продюсер                    |
| 1968 | Знамена самураїв                             | Fûrin kazan                                        |                                        |
| 1969 | Широта Нуль                                  | Ido zero daisakusen                                | виконавчий продюсер                    |
| 1969 | Битва в японському морі                      | Nihonkai daikaisen                                 |                                        |
| 1969 | Муки пекла                                   | Jigokuhen                                          |                                        |
| 1969 | Атака Ґодзілли                               | Gojira-Minira-Gabara: Oru kaijû daishingeki        |                                        |
| 1970 | Лялька вампір                                | Yûrei yashiki no kyôfu: Chi wo sû ningyô           |                                        |
| 1970 | Йог: Монстр з космосу                        | Gezora, Ganime, Kameba: Kessen! Nankai no daikaijû | виконавчий продюсер                    |
| 1971 | Ґодзілла проти Хедори                        | Gojira tai Hedorâ                                  | виконавчий продюсер                    |
| 1972 | Ґодзілла проти Ґайґана                       | Chikyû kogeki meirei: Gojira tai Gaigan            |                                        |
| 1973 | Під знаком перевертня                        | Ôkami no monshô                                    |                                        |
| 1973 | Ґодзілла проти Мегалона                      | Gojira tai Megaro                                  |                                        |
| 1973 | Революція людини                             | Ningen kakumei                                     |                                        |
| 1973 | Загибель Японії                              | Nippon chinbotsu                                   | виконавчий продюсер                    |
| 1974 | Ґодзілла проти Мехаґодзілли                  | Gojira tai Mekagojira                              |                                        |
| 1974 | Пророцтва Нострадамуса                       | Nosutoradamusu no daiyogen                         |                                        |
| 1975 | Терор Мехаґодзілли                           | Mekagojira no gyakushu                             | виконавчий продюсер                    |
| 1977 | Історія Аляски                               | Arasuka monogatari                                 |                                        |
| 1977 | Війна в космосі                              | Wakusei daisenso                                   | виконавчий продюсер                    |
| 1977 | Ґодзілла                                     | Godzilla                                           |                                        |
| 1980 | Тінь воїна                                   | Kagemusha                                          | виконавчий продюсер                    |
| 1980 | Архіпелаг в судомах                          | Jishin rettô                                       |                                        |
| 1981 | Імператорський флот                          | Rengo kantai                                       |                                        |
| 1983 | Дрібний сніг                                 | Sasame-yuki                                        | виконавчий продюсер                    |
| 1984 | Прощавай, Юпітере!                           | Sayônara, Jûpetâ                                   | виконавчий продюсер                    |
| 1984 | Бомбардувальники «Зеро» у вогні              | Zerosen moyu                                       | виконавчий продюсер                    |
| 1984 | Охан                                         | Ohan                                               | виконавчий продюсер                    |
| 1984 | Ґодзілла                                     | Gojira                                             | виконавчий продюсер                    |
| 1987 | Акторка кіно                                 | Eiga joyû                                          |                                        |
| 1987 | Принцеса з місяця                            | Taketori monogatari                                | виконавчий продюсер                    |
| 1989 | Ґанхед: Війна роботів                        | Ganheddo                                           | виконавчий продюсер                    |
| 1989 | Ґодзілла проти Біолланте                     | Gojira vs. Biorante                                | виконавчий продюсер                    |
| 1991 | Ґодзілла проти Кінга Ґідори                  | Gojira vs. Kingu Gidorâ                            | виконавчий продюсер                    |
| 1992 | Ґодзілла проти Мотри: Битва за Землю         | Gojira vs. Mosura                                  | виконавчий продюсер                    |
| 1993 | Ґодзілла проти Мехаґодзілли 2                | Gojira VS Mekagojira                               | виконавчий продюсер                    |
| 1994 | Ґодзілла проти Спейсґодзілли                 | Gojira VS Supesugojira                             | виконавчий продюсер                    |
| 1995 | Ґодзілла проти Руйнівника                    | Gojira vs. Desutoroiâ                              | виконавчий продюсер                    |

## Визнання
| Рік                       | Категорія/Нагорода                 | Фільм                                 | Результат | Результат |
| ------------------------- | ---------------------------------- | ------------------------------------- | --------- | --------- |
| Премія BAFTA              |                                    |                                       |           |           |
| 1981                      | Найкращий фільм                    | Тінь воїна (разом з Акірою Куросавою) | Номінація |           |
| Премія Японської академії |                                    |                                       |           |           |
| 1998                      | Спеціальна нагорода за його роботи | Спеціальна нагорода за його роботи    | Перемога  |           |